# Christian Jürgensen Thomsen
Christian Jürgensen Thomsen (Koppenhága, 1788. december 29. – Koppenhága, 1865. május 21.) dán régész, aki kifejlesztette a korai régészeti technikákat és módszereket.
1816-ban kinevezték annak a régészeti" gyűjteménynek a vezetőjévé, amely később a Dán Nemzeti Múzeummá fejlődött Koppenhágában. A régiségek kiállításra történő előkészítése és osztályozása közben úgy döntött, hogy a három korszakos rendszernek megfelelő időrendben mutatja be azokat. Más tudósok már korábban felvetették, hogy az őstörténet a kőeszközök korától a bronzeszközök korába és vaseszközök korába fejlődött, de ez csak leletekkel nem alátámasztott evolúciós rendszer volt. Thomsen finomította a három korszakos rendszert mint kronológiai rendszert, látva, hogy egyes leletek mely más leletekkel vannak közeli kapcsolatban. Így ő volt az első, aki az őstörténet tényeken alapuló időrendi szakaszolását kialakította. Ennek eredményeként neki tulajdonítják az európai őskor (és ókor) három korszakos rendszerének kialakítását. Thomsen írta az első szisztematikus értekezéseket a népvándorlás-kori arany lemezpénzekről. Thomsen tanulmánya a koppenhágai múzeum leleteiről a stilisztikai változás, a díszítés és a kontextus közötti kapcsolatot; felismerte annak fontosságát, hogy vizsgálja a "zárt leletek" céljait, ami lehetővé tette számára a különböző korszakok (kő – bronz -vas) közös tárgyainak meghatározását. Eredményeit a Ledetraad til Nordisk Oldkyndighed (Útmutató az északi antikvitáshoz) című művében tette közzé 1836-ban, amelyet 1848-ban angolul is kiadtak.

## Hozzájárulásai a régészethez
1816-ban Thomsent választották a Dán Királyi Bizottság a Régiségek Összegyűjtésére és Megőrzésére első kiállításának  kurátorává. Mivel ez  fizetés nélküli megbízás volt, Thomsen saját eszközei és érmegyűjtői tapasztalatai álltak rendelkezésre.
Thomsen valószínűleg ismerte az őstörténet  három korszakos modelljét Lucretius, Vedel Simonsen, Montfaucon és Mahudel munkái révén, és úgy döntött, hogy időrendben rendezi a gyűjtemény anyagát. Mielőtt ezt megtehette volna, a leleteket szét kellett válogatnia anyaguk és az általuk jelzett szaktudás szerint, de sok lelet környezetét ismerve látta, hogy néha találtak durván megmunkált leleteket finoman megmunkáltakkal együtt és fémtárgyakat kőeszközökkel együtt. Egy egyszerű technológiai vagy evolúciós megközelítés helyett rájött, hogy külön feladat annak meghatározása, hogy melyik korszakban készítették az eszközöket.
Thomsen úgy döntött, hogy feltérképezi milyen típusú jelenségek történtek együtt és melyek nem. Ez lehetővé tette számára, hogy felismerje a kizárólag az egyes időszakokban jelentkező trendeket. Ily módon fedezte fel, hogy kőeszközöket találtak borostyánnal, kerámiával, üveggyöngyökkel együtt, míg a bronz leleteket mind vassal, arannyal, ezüsttel együtt, de ezüst tárgyakat csak vassal  együtt. Azt is megállapította, hogy a bronz fegyverek nem fordulhatnak elő vas tárgyakkal-, így minden korszakot a vágóeszközök előnyben részesített  anyaga alapján lehet meghatározni.  Azt is megállapította, hogy a sírmellékletek típusai a temetkezési típusok között változtak: kőeszközöket találtak a nem hamvasztott holttestekkel együtt és a kőkamra sírokban, a bronz fegyverek és kürtök palasírokban, a vas pedig kamrasírokban talált nyílhegyekben fordult elő. Amikor ellenzői feltették a költői kérdést, hogy miért nem volt "üveg kor", Thomsen azt válaszolta, hogy üveggyöngyöket találtak mind a három időszakból, de üvegtálakat csak a vaskorból.
Thomsen számára a lelet körülményei jelentették a kulcsot a kormeghatározáshoz. 1821-ben ezt írja egy levélben társának, Schrödernek: "semmi sem fontosabb, mint kiemelni, hogy eddig még nem fordítottunk elég figyelmet arra, hogy miket találtak együtt", majd a következő évben: "még mindig keveset tudunk a legtöbb régiségről ... csak a jövő régészei lesznek képesek eldönteni, de soha nem lesznek képesek rá, ha nem figyelik meg, hogy milyen tárgyak fordulnak elő együtt és gyűjteményeink nem lesznek tökéletesebbek."
Az együtt-előfordulásoknak ez a hangsúlyozott elemzését és a régészeti összefüggések rendszeres figyelembe vételét engedélyezte Thomsen a gyűjtemény anyaga időrendi keretének kialakításához és a kevésbé ismert eredetű új leletek kronológiai besorolásához. Ily módon, Thomsen rendszere egy igazi kronológia rendszer helyett inkább egy evolúciós és technikai rendszer. Kronológiáját 1825-ben hozta létre és a múzeum látogatóinak az ő módszerét tanította. Thomsen cikkeket és brosúrákat is kiadott, amelyekben hangsúlyozta a leletek körülményeinek fontosságát a későbbi értelmezés és a kormeghatározás szempontjából. Végül, 1836-ban tette közzé az "Útmutató az északi antikvitáshoz" című illusztrált monográfiáját, amelyben leírta a kronológiáját és megjegyzésit, hogy mely leletek fordultak elő egymással együtt.
Korábbi régiséggyűjtőkhöz, például Winckelmannhoz hasonlóan Thomsen figyelmet szentelt a stilisztikai elemzésnek is, de ő kronológiai keretét használta annak bizonyítékául, hogy stilisztikai fejlődés történt és nem fordítva. Thomsen azért tudott korai felismeréseivel bekapcsolódni a régészet fejlődésébe, mert nagyon sokféle anyagot kellett áttekintenie, amelyet sokan gyűjtöttek egy nagy, homogén kulturális területről.Ő volt az első, aki egy kronológiai rendszert fejlesztett inkább, mint egy spekulatív evolúciós modellt.
Thomsen jelentős hatással volt a későbbi generációk őstörténészeire Skandináviában és olyan régészeknek tanította módszerét, mint J.J.A. Worsaae, Bror Emil Hildebrand, majd később Oscar Montelius. Lényegesen befolyásolta azonban a kortárs svéd őstörténészeket is, mint például Sven Nilssont.
Az "Útmutató az északi antikvitáshoz" című művet 1848-ban adták ki Angliában, Worsaae-nek az "Ősi régiségek Dániában" című művét pedig 1849-ben. A két mű lényeges befolyással volt a régészet elméletének és gyakorlatának a fejlődésre Nagy-Britanniában és az Egyesült Államokban.

## Fordítás
- Ez a szócikk részben vagy egészben  a   Christian_Thomsen című angol Wikipédia-szócikk fordításán alapul.  Az eredeti cikk szerkesztőit annak laptörténete sorolja fel. Ez a jelzés csupán a megfogalmazás eredetét és a szerzői jogokat jelzi, nem szolgál a cikkben szereplő információk forrásmegjelöléseként.